# Haplomaro denisi
Haplomaro denisi är en spindelart som beskrevs av Miller 1970. Haplomaro denisi ingår i släktet Haplomaro och familjen täckvävarspindlar.
Artens utbredningsområde är Angola. Inga underarter finns listade i Catalogue of Life.